# ChuChu Rocket!
ChuChu Rocket! es un videojuego de puzle de 1999, desarrollado por Sonic Team y publicado por Sega para Dreamcast. En su época se trató del primer título de esta consola en contar con juego en línea. El objetivo es dirigir ratones mediante flechas hacia sus propios cohetes mientras huyen de los gatos. Se pueden resolver una serie de rompecabezas, o bien competir con otros rivales para rescatar al mayor número posible de ratones.
El equipo creativo, dirigido por Yūji Naka, planteó un juego que pusiera a prueba el módem integrado de Dreamcast, la capacidad de su procesador y los servidores en línea de Sega. En 1999 salió a la venta en Japón y al año siguiente en Estados Unidos y en Europa; en este último mercado también se ofrecía como regalo a todos los suscriptores de la plataforma Dreamarena. El equipo de Sonic Team aprovechó esta experiencia para desarrollar Phantasy Star Online (2000), uno de los primeros videojuegos basados en un mundo virtual.
ChuChu Rocket! es una de las referencias más icónicas del catálogo de Dreamcast, así como una obra pionera en el impulso de los videojuegos multijugador en línea. La crítica destacó entre otros aspectos su ritmo caótico en multijugador y su estética visual. En 2001 se publicó una versión para Game Boy Advance como título de lanzamiento, siendo uno de los primeros juegos de Sega disponibles en una consola de Nintendo. También se editaron versiones para móviles iOS (2010) y Android (2011), aunque ambas fueron retiradas del mercado en 2015.

## Sistema de juego
ChuChu Rocket! es un videojuego de lógica y acción. El jugador dirige a un enjambre de ratones espaciales blancos, llamados «ChuChus», hacia un cohete mientras escapan de unos peligrosos gatos naranjas, los «KapuKapus», sobre un mapa en plano cenital.
En el manual de instrucciones se explica que la base espacial donde viven los ChuChus ha sido invadida por los KapuKapus; los ratones tratan de huir atropelladamente, por lo que el jugador debe guiarles hasta los cohetes para salvarlos. Tanto los ChuChus como los KapuKapus corren en línea recta y se dan la vuelta cuando golpean una pared. El jugador tiene que colocar sobre el suelo una serie de flechas direccionales —arriba, abajo, izquierda y derecha— para redirigir el camino de los personajes en pantalla. Cada jugador puede colocar hasta tres flechas a la vez; si se añade una cuarta, la primera de todas desaparece. Las flechas también se desvanecen con el paso del tiempo o si un KapuKapu las pisa dos veces.
El jugador va sumando al marcador cada ratón que entra en su cohete. Además del ChuChu blanco hay dos tipos especiales: el ratón rojo con una interrogación permite activar un cambio aleatorio en el escenario, mientras que el ratón dorado permite sumar cincuenta a la vez. Si un KapuKapu se mete dentro del cohete del jugador, éste perderá a un tercio de los ratones que había salvado.
Hay varias modalidades de juego: puzle, desafío y competitivo. El modo puzle está pensado para un solo jugador y tiene como objeto rescatar a todos los ratones con unas flechas limitadas. En el modo desafío, los jugadores tienen 30 segundos para salvar a los ratones en juego sin límite de flechas. Por último, en el competitivo el jugador tiene asignado un cohete y debe rescatar al máximo posible de ratones en tres minutos, así como evitar ataques de los gatos o que las ratas entren en las naves rivales, con un límite de tres flechas por persona. Esta modalidad permite combates de hasta cuatro jugadores en multijugador, ya sea todos contra todos o en cooperativo. También hay un editor de mapas para crear escenarios propios.

### Multijugador
ChuChu Rocket! tiene un modo multijugador para cuatro jugadores que permite competir contra la máquina, en equipos de dos contra dos, o todos contra todos. Se puede jugar tanto en la propia consola como con usuarios conectados en línea, siendo uno de los primeros videojuegos para consola que incluía esa opción. Dreamcast contaba con un módem integrado y ChuChu Rocket! era su primer título de multijugador en línea.
Durante el tiempo que Sega mantuvo sus servidores hasta 2003, los jugadores podían conectarse al de su región para jugar contra otras personas, compartir sus creaciones y descargar los de otros usuarios. La versión de Dreamcast sigue en línea solamente a través de servidores privados.

## Desarrollo
El desarrollo de ChuChu Rocket! corrió a cargo de Sonic Team, el estudio de Sega responsable de Sonic the Hedgehog y de Nights into Dreams. El equipo estaba liderado por Yūji Naka como productor jefe y director.
ChuChu Rocket! fue ideado para probar el hardware y la Conexión a Internet de Dreamcast. En opinión de Naka, lo más importante era que pudiese mover hasta cien sprites a la vez con fluidez, incluso en línea, así que se priorizó explotar el rendimiento del procesador en vez de preocuparse por los gráficos. Aunque se llegó a plantear también una versión arcade sobre una placa NAOMI, esta opción quedó descartada. La dirección artística corrió a cargo de Yuji Uekawa —Sonic Adventure—, mientras que el diseño de personajes fue obra de Sachiko Kawamura, más conocida por haber ideado a los Chaos.
El desarrollo de ChuChu Rocket! sirvió para otros títulos de Sega con conexión a internet. Sonic Team aprovechó la experiencia acumulada para lanzar Phantasy Star Online (2000), el primer videojuego multijugador masivo en línea de Dreamcast.

## Recepción

### Comercial
En Japón, Sega promocionó el lanzamiento de ChuChu Rocket! con un anuncio de televisión y un sitio web en el que se explicaban las características del multijugador. El juego salió a la venta el 11 de noviembre de 1999 y en su primera semana lideró la clasificación con más de 35.000 copias, superando a la versión de Chrono Trigger para PlayStation. Un mes después, la revista Famitsū organizó un concurso con un minijuego de ChuChu Rocket! para la VMU que podía descargarse en internet. En total se llegaron a vender más de 56.000 unidades solo en ese país.
El lanzamiento de ChuChu Rocket! estuvo ligado al desarrollo del juego en línea en el resto del mundo. En América del Norte se adelantó al 2 de marzo de 2000, y la web de Sega of America publicó una demo en Shockwave que permitía jugar los treinta niveles del modo puzle en el navegador. El precio de venta era de 29,99 dólares, por debajo de la media de otros estrenos. En Europa, la versión PAL salió el 9 de junio del 2000 y los más de 25.000 suscriptores de Dreamarena —la plataforma online de Sega en esa región— recibieron una copia gratuita en sus hogares.

### Crítica
ChuChu Rocket! tuvo reseñas positivas de la prensa especializada, con una valoración media de 84 sobre 100 en el agregador de reseñas Metacritic. En términos generales está considerado uno de los más icónicos del catálogo de Dreamcast por su importancia para el desarrollo de multijugador en línea en internet, así como por su jugabilidad y la sencillez del planteamiento. La versión para Game Boy Advance también tuvo críticas favorables al soportar modo multijugador con un solo cartucho.
La revista Edge le otorgó un 8 sobre 10 con alabanzas a su sencillez y a la emoción de las partidas, ya que el resultado final podía decidirse en los últimos instantes. Del mismo modo, GameSpot le dio 8 puntos sobre 10 y aseguraba que era uno de los multijugador más divertidos de los últimos años, comparándolo con Bomberman, pese a que podían producirse fallos puntuales en la conexión. En la prensa en español, Hobby Consolas le otorgó 92 puntos sobre 100 y aseguró que Sega había acertado eligiendo ChuChu Rocket! «para demostrar las posibilidades online de Dreamcast» por su jugabilidad frenética, y DreamPlanet le concedió un 79 sobre 100 citándolo como uno de «los primeros exploradores de internet» por su sencilla conectividad en Dreamarena.